# Екселенція
Ваша Екселенціє (лат. excellentia – перевага) — почесний титул, стиль звертання, гоноратив, наданий деяким високопосадовцям або урядовцям суверенної держави, чиновникам міжнародних організацій або представникам вищої аристократії.
Коли особа має право на титул «Екселенція», його власник, як правило, зберігає право на це звертання протягом всього життя. Хоча в деяких випадках титул стосується лише певної посади і використовується лише на час, поки особа займає цю посаду.

## Вищі керівники
Титул «Ваша Екселенціє» носили до XIV століття королі франків, лангобардів і німецькі правителі. 
На початку XVII століття це звертання закріпилось за вищими посадовцями — міністрами, послами, таємними радниками і т. ін.
Також цей титул поширився на єпископів католицької та протестантських церков. Іншим варіантом цього титулу є Ваша Превелебносте.
В ХІХ ст. у Російській імперії, згідно Табелі про ранги звання III-V класів передбачали звернення «Ваше Поважносте» (Ваше Превосходительство), а звання I—II класів — «Ваша Високоповажносте» (Ваше Високопревосходительство).
Відповідно до сучасного дипломатичного протоколу, титул Екселенція застосовується до носіїв наступних посад і звань:
- глави іноземних держав (за винятком монархів)
- глави іноземних урядів
- члени урядів іноземних держав в ранзі міністра
- посли зарубіжних держав в приймаючій країні
- апостольські нунції Ватикану
- євангельські єпископи (крім Німеччини)
- католицькі (та греко-католицькі) єпископи, архієпископи, а також носії рівних за значенням почесних титулів, за винятком кардиналів, що мають право на титул Ваша Еміненціє
- православні титулярні єпископи і католицькі вікаріальні єпископи.

При зверненні до голів парламентів, згідно з дипломатичним протоколом, звертання Ваша Екселенція не застосовується, оскільки вони не беруть участі в дипломатичних відносинах.
В США так звертають до ряду губернаторів штатів.

## Міжнародні організації
В авторитетних міжнародних організаціях, зокрема в ООН та його установах, звертання Екселенція використовується як загальна форма звернення до всіх керівників цих організацій в окремих країнах. Його надають керівнику організації, а також керівникам дипломатичних місій ООН, таких як координатори-резиденти (що є офіційними представниками Генерального Секретаря), які акредитовані на рівні послів.
Подібним правом користуються й постійні представники ОБСЄ, Європейського Союзу і т.п в різних країнах.
Судді Міжнародного Суду також називаються Ваша Екселенція.

## Монархії
У деяких країнах-монархіях чоловіки, дружини або діти принца (князя) або принцеси, які не мають самого титулу, мають право на це звернення. Наприклад в Іспанії подружжя та діти представників королівської родини мають право на звернення Ваша Екселенціє, якщо їм не надано більш високого титулу.
Крім того, колишні члени королівського будинку, які мали королівський (герцогський, князівствий) титул, але втратили його, мають право на побідне звертання.
У деяких Еміратах (Кувейт або Катар) тільки емір, спадкоємець і прем'єр-міністр, називаються Ваша Екселенціє. Їхні діти мають нижче звертання (якщо вони не мають вищого титулу).

## Шляхта і лицарі
В Іспанії представники вищої шляхти, які мають гідність грандів, титулуються Ваша Екселенціє. Шляхта, що не є грандами титулується Найпревелебніший.
У Данії шляхетські роди, які кровно пов'язані з монархом, які є нащадками морганічних шлюбів або іншим чином залишили Королівську родину, мають право на звертання Екселенціє.
В Бразильській імперії це звернення було поширене до вищих класів. Зокрема кожен, хто був нагороджений Великим хрестом одного з трьох імператорських Орденів: Орден Дона Педро I і Орден Троянди мав право на таке звертання.
У наші дні володарі Ланцюга або Великого Хреста іспанських лицарських орденів: Орден Карлоса III, Орден Ізабелли, Орден Громадянських Заслуг, Орден Альфонсо Х Мудрого, а також нагороджені іншими високими відзнаками мають право на це звертання.
Крім того, до нагороджених Папськими орденами: Орден святого Григорія Великого і Орден Святого Сильвестра, до лицарів Ордена Золотого руна та лицарів Великого Хреста низки інших орденів високого рангу також звертаються як Ваша Екселенціє.